# Maximilian Besser

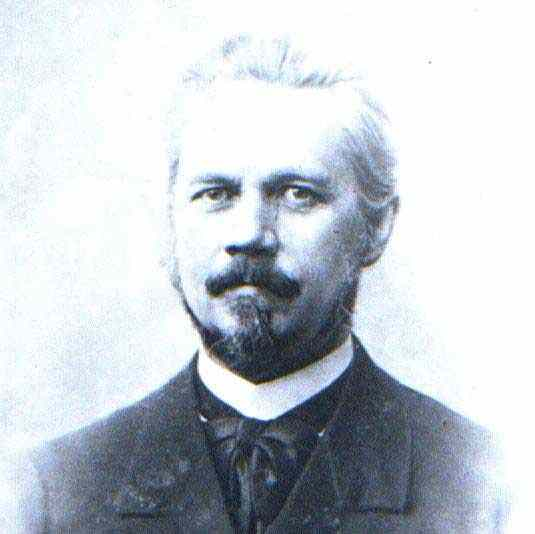
Maximilian Besser

Maximilian Besser (auch Max Besser; * 10. März 1844 in Wiehe; † 16. Juli 1900 in Halle (Saale)) war ein deutscher Theologe.

## Leben
Maximilian Besser wurde als Sohn des Arztes Karl Friedrich Besser (1792–1856) und der Charlotte Friederike Wilhelmine Besser (geborene Großmann) (1804–1882) in Wiehe geboren. Dort ging er auch zur Volksschule. In Donndorf besuchte er das Progymnasium, in Roßleben sodann das Gymnasium. Er studierte ab 1863 evangelische Theologie und Philosophie in Halle, wechselte in den Jahren 1865/1866 nach Berlin und beendete sein Studium letztlich wieder in Halle. Kurzzeitig war er als persönlicher Sekretär, als sogenannter Amanuensis, für August Tholuck tätig. 1868 legte er in Halle sein erstes Staatsexamen ab und ging dann als Repetent nach Göttingen, wo er auch seine Ordination erhielt. Er habilitierte sich an der Theologischen Fakultät Halle. Mit seiner Dissertation De notione subiectivae fidei quae exstat in quatuor evangeliis erwarb er in Halle 1871 den Titel Lic. theol.
Ab 1871 war Besser in Halle als Privatdozent tätig. Er las insbesondere Kirchengeschichte, darunter zu Friedrich Schleiermacher, und die theologischen Prolegomena. Er widmete sich darüber hinaus den philosophischen Werken Hermann Lotzes und der Theologie Albrecht Ritschls. Er war durch sein Wirken prägend für später bedeutende Theologen wie Ferdinand Kattenbusch, Wilhelm Herrmann und Johannes Gottschick. Besser wurde von Kattenbusch als Gründer der sich auf Ritschl beziehenden Ritschlschen Schule, einer theologischen Strömung, bezeichnet. Im Jahr 1875 wurde er Professor und geistlicher Inspektor am theologischen Konvikt des Klosters Unser Lieben Frauen in Magdeburg.
Bedingt durch gesundheitliche Probleme musste Besser seine akademische Laufbahn aufgeben. Er wurde 1878 als Nachfolger von Franz Heyne Pfarrer an der Sankt-Gertraud-Kirche in Salbke. Dieses Amt übte er bis 1899 aus.

## Familie
Am 30. Mai 1876 heiratete Maximilian Besser in Neustadt bei Dresden Erdmuthe Laura Marie Schmidt (1855–1934). Aus der Ehe gingen zehn Kinder hervor.